# Mikołaj Skorodyński
Mikołaj Skorodyński (ur. 7 stycznia 1757 w Zborowie, zm. 23 maja 1805 we Lwowie) – duchowny greckokatolicki.

## Życiorys
Był synem Michała, ks. greckokatolickiego. Wyświęcony na księdza w roku 1782 (6 stycznia 1782 otrzymał święcenia kapłańskie). Wykładowca teologii moralnej i pastoralnej przy lwowskim seminarium greckokatolickim oraz wikariusz generalny przy katedrze św. Jura. Był spowiednikiem biskupa Piotra Bielańskiego. Od roku 1784 wykładowca teologii na Uniwersytecie Lwowskim i wicerektor seminarium duchownego. Od roku 1787 wikariusz generalny lwowski, w latach 1794–1795 dziekan Wydziału Teologicznego Uniwersytetu Lwowskiego.
28 listopada 1798 mianowany greckokatolickim biskupem lwowskim, konsekrowany został  31 marca 1799. W latach 1804–1805 rektor Uniwersytetu Lwowskiego.